# Atletiek op de Paralympische Zomerspelen 2024 - 100 m vrouwen T35
De 100 meter voor vrouwen klasse T35 op de Paralympische Zomerspelen 2024 vond plaats op 30 augustus in het Stade de France. Deze klasse is voor atletes met cerebrale parese die voldoende kunnen functioneren om te rennen, maar een slecht evenwichtsgevoel hebben. De winnares van 2020 was Zhou Xia uit China. Zij wist in 2024 haar titel te prolongeren, haar landgenote Guo Qianqian  behaalde het zilver en Preethi Pal uit India won de bronzen medaille.

## Records
Voorafgaand aan het toernooi waren dit de wereldrecords en Paralympische records.
| Wereldrecord        | China Zhou Xia | 13.00 | Tokio | 27 augustus 2021 |
| Paralympisch record | China Zhou Xia | 13.00 | Tokio | 27 augustus 2021 |

## Finale
| Rang   | Baan | Naam                     | Naam | Tijd  | Bijz. |
| ------ | ---- | ------------------------ | ---- | ----- | ----- |
| Goud   | 5    | Zhou Xia                 | CHN  | 13.58 | SB    |
| Zilver | 6    | Guo Qianqian             | CHN  | 13.74 | PB    |
| Brons  | 7    | Preethi Pal              | IND  | 14.21 | PB    |
| 4      | 4    | Fatimah Suwaed           | IRQ  | 14.82 |       |
| 5      | 3    | Ingrid Renecka           | POL  | 15.29 | PB    |
| 6      | 8    | Jagoda Kibil             | POL  | 15.54 |       |
| 7      | 9    | Nienke Timmer            | NED  | 15.69 |       |
| 8      | 2    | Isabelle Foerder         | GER  | 16.36 |       |
| 9      | 1    | Saltanat Abilkhassymkyzy | KAZ  | 16.52 |       |